# In the Court of the Crimson King
In the Court of the Crimson King s podtitulem an observation by King Crimson je debutové album od britské progressive rockové skupiny King Crimson z roku 1969. Album dosáhlo v britské hitparádě 5. místa. V USA obdrželo Zlatou desku RIAA a je považováno za jeden z milníků progressive rockové hudby.

## Popis alba a jeho historie
Skladby na In the Court of the Crimson King vznikaly postupně od založení King Crimson v listopadu 1968 a skupina je zdokonalila v první polovině roku 1968 hraním na koncertech. Jedinou písní, která byla převzata z repertoáru předchozí skupiny Giles, Giles and Fripp, se stala I Talk to the Wind.
Na albu se nachází pět dlouhých skladeb (nejkratší má šest minut) a většina z nich je rozdělena na podčásti. Na hudbě se podílela celá skupina, ačkoliv hlavním skladatelem byl v té době Ian McDonald. Texty pochází od Petera Sinfielda, který také vymyslel název kapely King Crimson.

### Obal alba
Přebal desky navrhl počítačový programátor Barry Godber (1946–1970). Godber zemřel v únoru 1970 na infarkt, nedlouho poté, co bylo album vydáno. Obraz je nyní ve vlastnictví Roberta Frippa. Fripp o Godberovi řekl:
„Barry Godber nebyl malíř ale počítačový programátor. Tento obraz byl jediným, který kdy namaloval. Byl přítelem Petera Sinfielda a zemřel na srdeční mrtvici ve věku 24 let. Když nám ten obraz Peter přinesl, všichni si jej hned zamilovali. Objevil jsem nedávno originál v kanceláři EG, kde byl vystaven prudkému světlu s rizikem poškození, tak jsem ho nechal sundat. Vnější tvář představuje Schizoid Mana, ale uvnitř to je Crimson King. Když zakryješ usmívající se tvář, oči vyjadřují neuvěřitelný smutek. Co k tomu dodat? Odráží to naši hudbu!“

## Vydávání alba
Album bylo na LP vydáno v roce 1969 firmou Island Records, v USA a Japonsku jej vydalo Atlantic Records. Během 80. a 90. let 20. století bylo několikrát remasterováno a znovu vydáno. Teprve v roce 2003 byly objeveny originální matrice v trezorech Island Records a zcela nově remasterované nahrávky byly roku 2004 vydány na CD.

## Seznam skladeb
| Strana 1 | Strana 1                                                       | Strana 1                               | Strana 1 |
| Pořadí   | Název                                                          | Autor                                  | Délka    |
| -------- | -------------------------------------------------------------- | -------------------------------------- | -------- |
| 1.       | 21st Century Schizoid Man“ včetně „Mirrors                     | Fripp, McDonald, Lake, Giles, Sinfield | 7:21     |
| 2.       | I Talk to the Wind                                             | McDonald, Sinfield                     | 6:05     |
| 3.       | Epitaph“ včetně „March for No Reason“ a „Tomorrow and Tomorrow | Fripp, McDonald, Lake, Giles, Sinfield | 8:47     |

| Strana 2       | Strana 2                                                                                         | Strana 2                               | Strana 2 |
| Pořadí         | Název                                                                                            | Autor                                  | Délka    |
| -------------- | ------------------------------------------------------------------------------------------------ | -------------------------------------- | -------- |
| 1.             | Moonchild“ včetně „The Dream“ a „The Illusion                                                    | Fripp, McDonald, Lake, Giles, Sinfield | 12:13    |
| 2.             | The Court of the Crimson King“ včetně „The Return of the Fire Witch“ a „The Dance of the Puppets | McDonald, Sinfield                     | 9:25     |
| Celková délka: | Celková délka:                                                                                   | Celková délka:                         | 43:53    |

## Obsazení
- King Crimson
  - Robert Fripp – kytara
  - Ian McDonald – flétna, klarinet, saxofon, vibrafon, klávesy, mellotron, vokály
  - Greg Lake – baskytara, zpěv
  - Michael Giles – bicí, perkuse, vokály
  - Peter Sinfield – texty, osvětlení